# Вахаев, Хаси Гайтукаевич
Хаси́ Гайтука́евич Ваха́ев (1908—1965) — советский чеченский партийный и политический деятель. Входил в состав особой тройки НКВД СССР в течение 2-х месяцев, жертва политических репрессий.

## Биография
Родился в селении Хадис-Юрт Терской области в 1908 году. Окончил грозненский рабфак. Имел неполное высшее образование. Член ВКП(б) с 1928 года.
В 1925—1926 годах секретарь ячейки ВЛКСМ в с. Закан-Юрт. Учился в Чеченской СПШ (1926—1927) и в крайкомвузе (1928). В 1930 году был председателем Веденского райисполкома. С 1931 года — секретарь Чеченского обкома ВКП(б).
26 января — 10 февраля 1934 года делегат с правом решающего голоса на XVII съезде ВКП(б) от Северо-Кавказской парторганизации.
В 1935—1937 годах член ЦИК СССР 7 созыва.
8 января 1934 года назначен вторым секретарём областного комитета ВКП(б) Чечено-Ингушской автономной области. С 5 декабря 1936 года второй секретарь Чечено-Ингушского областного комитета ВКП(б). Этот период отмечен вхождением в состав особой тройки, созданной по приказу НКВД СССР от 30.07.1937 № 00447 и участием в сталинских репрессиях.
Вахаев короткое время был членом тройки НКВД. Тройки по стране были созданы 30 июля 1937 года, а Хаси Вахаев с 1936 по июль 1937 года был слушателем Высшей школы парторганов при ЦК ВКП (б). Вместе с тем он был снят с должности второго секретаря Чечено-Ингушского обкома партии 8 октября 1937 года. В этот же день был снят и первый секретарь В. Г. Егоров. То есть в составе тройки они находились только два месяца и девять дней. Предполагают, что эти два месяца Вахаев препятствовал реализации приказа НКВД об операции по репрессированию бывших кулаков, уголовников и других антисоветских элементов от 30 июля 1937 года.
Позже был осужден особой тройкой НКВД по 58-й статье за контрреволюционную деятельность.

### Аресты
10 октября 1937 года был арестован. 12 сентября 1938 согласно «Списку лиц, подлежащих суду Военной коллегии Верховного Суда Союза ССР» по Чечено-Ингушской АССР с визой Сталина, Молотова и Жданова вместе с ещё 55-ю чечено-ингушскими руководителями и деятелями культуры приговорён «по 1-й категории», то есть к расстрелу. В июне 1940 года приговор пересмотрен и Вахаев приговорён к лагерному сроку. Срок отбывал в Печорлаге НКВД. 14 апреля 1943 года был арестован повторно, а 4 декабря того же года осуждён к 10 годам лишения свободы. С декабря 1950 по сентябрь 1951 года находился в тюрьме МГБ СССР в Москве. 7 ноября 1951 года снова арестован, а 25 апреля 1952 года осуждён к 10 годам заключения. 15 декабря 1956 года освобождён, по последнему делу реабилитирован в тот же день. По одному из дел (по какому не указано) реабилитирован лишь 13 апреля 2007 года.

### Письма из лагерей
- Из письма Вахаева к Шатаеву от 5 августа 1946 г.: «Добрый день, дорогой мой друг! Наконец-то получил долгожданное твое письмо, за которое выражаю тебе глубокую благодарность. Оказывается, ты меня давно „похоронил“ и устроил даже траур. Нет, дорогой, я не умер и не собираюсь. Правда, за годы нашей разлуки мне пришлось пережить большие трудности, нужду и лишения, однако никогда духом не падал. Всегда уверенно и гордо шел вперед, преодолевая на своем пути всякие препятствия».

- …Из письма Вахаева к Шатаеву: «Добрый день, Магомед! Срок моего пребывания здесь продлен до 1953 года. Однако я, конечно, не рассчитываю на такое продолжительное пребывание здесь, а рассчитываю быть вместе с вами на нашей Родине, и это абсолютно неизбежно…»[10].

### После освобождения
8 июня 1957 года назначен инструктором Чечено-ингушского обкома КПСС. В том же месяце выезжает в Казахстан, как представитель Оргкомитета по восстановлению ЧИАССР, там на встрече с своими земляками в Алма-Ате критиковал секретаря Грозненского обкома А. И. Яковлева, утверждая, что «ЦК не заставляет этих руководителей повернуться лицом к чеченскому народу». Позднее Вахаев переведён на должность директора Грозненского кирпичного завода.
C 26 февраля 1962 года персональный пенсионер союзного значения.
Х. Г. Вахаев скончался в 1965 году в Грозном. Похоронен на родовом кладбище в селе Лермонтов-юрт (ныне Хамби-Ирзи).

## Комментарии
1. ↑  Назначение (8.01.1934) произошло за неделю до официального образования Чечено-Ингушской автономной области при объединении Ингушской и Чеченской автономных областей в составе Северо-Кавказского края, 15.01.1934[6]